# اولوی گانیزاده
اولوی گانیزاده (به ترکی آذربایجانی: Ülvi Qənizadə،  زادهٔ ۱ ژانویهٔ ۱۹۹۹) یک کشتی‌گیر فرنگی‌کار اهل کشور جمهوری آذربایجان است.
از افتخارات وی می‌توان به کسب مدال طلا قهرمانی کشتی جهان ۲۰۲۴ و مدال نقره قهرمانی کشتی جهان ۲۰۲۲ اشاره کرد.

## فعالیت حرفه‌ای

### قهرمانی کشتی جهان ۲۰۲۲
گانیزاده در وزن ۷۲ کیلوگرم کشتی فرنگی قهرمانی کشتی جهان ۲۰۲۲ بلگراد شرکت کرد، او در این مسابقات ابراهیم ماگومدوف از قزاقستان، ولادیمیر دابوف از بلغارستان، دیوید دیمیتروف از بلغارستان و سلچوک کان از ترکیه را شکست داد و به فینال رسید. وی در دیدار نهایی به علی ارسلان از صربستان باخت و به مدال نقره رسید.

### قهرمانی کشتی جهان ۲۰۲۴
گانیزاده در وزن ۷۲ کیلوگرم کشتی فرنگی قهرمانی کشتی جهان ۲۰۲۴ تیرانا شرکت کرد، او در این مسابقات اوتار ابولادزه از گرجستان، دومینیکن اتلینگر از کرواسی و لنگ جی از چین را شکست داد و به فینال رسید. وی در فینال ابراهیم غانم از فرانسه را شکست داد و مدال طلا را بدست آورد.